# Камелія Аліна Потек
Камелія Аліна Потек (19 лютого 1982) — румунська плавчиня.
Олімпійська чемпіонка 2004 року, учасниця 2000, 2008, 2012 років.
Призерка Чемпіонату світу з водних видів спорту 2001, 2009 років.
Призерка Чемпіонату світу з плавання на короткій воді 2008 року.
Чемпіонка Європи з водних видів спорту 1999, 2000, 2004 років, призерка 1997, 2002, 2008 років.
Переможниця літньої Універсіади 2001, 2005 років.